# إسماعيل عاشور
إسماعيل عاشور (1937-2009) فنان تشكيلي فلسطيني يعتبر أحد أبرز رواد الفن التشكيلي الفلسطيني، وأحد شخصياته الهامة يراه البعض مؤسس حركة الفن التشكيلي الفلسطيني. كان من مؤسسي قسم الفنون في بكلية التربية (جامعة الأقصى) في غزة كما وشغل منصبي مشرفاً فنياً للعديد من الدوريات التي أصدرت في قطاع غزة وضو من مؤسسي جمعية الفنانين التشكيليين بمحافظات غزة، حاصل على المرتبة الأولى بمعرض الكاريكاتير العالمي الذي أقيم في الصين الشعبية 1965م وجوائز عربية ودولية عديدة.
توفي إسماعيل في غزة بتاريخ 2009/12/15.

## حياته
ولد إسماعيل في مجدل عسقلان عام 1937 وغادر مجدل نازحاً عام 1948 بعد أن أنهى الصف الثالث الابتدائي في مدرسة المجدل ،أنهى دراسته الإعدادية بمدرسة الزيتون الإعدادية للاجئين في غزة عام 1955 وحصل على الثانوية العامة من مدرسة فلسطين الثانوية عام 1958 ثم التحق بكلية الفنون الجميلة بالقاهرة وتخرج منها عام 1965. عمل في التلفزيون المصري مصمماً لمقدمات البرامج باستوديو الرسوم المتحركة في الفترة ما بين 1962-1965 ثم عمل في جريدة أخبار فلسطين كرسام كاريكاتير في الفترة من 1965-1967بعد ذلك عمل مشرفاً فنياً للعديد من الدوريات التي أصدرت في قطاع غزة بعد عام 1967 كمجلة البراعم للأطفال، ومجلة العلوم التي ترأس تحريرها بشير الريس، ومجلة الشروق التي أصدرها محمد خاص، وصمم العديد من أغلفة الكتب والدوريات، وتميز بالكاريكاتير الاجتماعي وبرسومات الأطفال، وكان أول من أدخل الرسم الغرافيكي بواسطة الحرق على الخشب إلى الفن التشكيلي الفلسطيني، ثم مشرفاً للتربية الفنية في محافظات غزة 1973-2000 ومحاضراً بكلية التربية (جامعة الأقصى)-غزة وكان عضو من مؤسسي جمعية الفنانين التشكيليين بمحافظات غزة.

## أعماله
اشترك العاشور في العديد من المعارض الفنية الجماعية داخل الوطن وخارجه، وأقام معرضين فرديين بعد تأسيس السلطة الفلسطينية مثل فلسطين في معرض الكاريكاتير العالمي الذي أقيم في الصين الشعبية 1965حيث فاز بالمرتبة الأولى، وصدر له كتاباً يضم 120 لوحة فنية تحكي قصة التراث الشعبي الفلسطيني. تتميز رسومات إسماعيل التي يغلب عليها اللونين الأبيض والأسود ومحاكاة الصور الفوتوغرافية، بالبساطة والعفوية والمباشرة. كما أعد سليم المبيض كتاب "اسماعيل عاشور الفنان التشكيلي ورسام الكاريكاتير" فيه لوحات إسماعيل عاشور ونشرته الإدارة العامة للآداب. 